# Уналакліт (Аляска)
Уналакліт (англ. Unalakleet) — місто (англ. city) в США, в окрузі Ноум штату Аляска. Населення — 765 осіб (2020).

## Географія
Розташоване на березі затоки Нортон Берингового моря, у гирлі річки Уналакліт, за 238 км на південний схід від Нома і за 636 км на північний захід від Анкориджа.
Уналакліт розташований за координатами 63°53′36″ пн. ш. 160°47′48″ зх. д. / 63.89333° пн. ш. 160.79667° зх. д. (63.893307, -160.796645).  За даними Бюро перепису населення США в 2010 році місто мало площу 16,07 км², з яких 9,41 км² — суходіл та 6,66 км² — водойми. В 2017 році площа становила 12,81 км², з яких 7,38 км² — суходіл та 5,43 км² — водойми.

### Клімат
| Клімат : Уналакліт                                         | Клімат : Уналакліт | Клімат : Уналакліт | Клімат : Уналакліт | Клімат : Уналакліт | Клімат : Уналакліт | Клімат : Уналакліт | Клімат : Уналакліт | Клімат : Уналакліт | Клімат : Уналакліт | Клімат : Уналакліт | Клімат : Уналакліт | Клімат : Уналакліт | Клімат : Уналакліт |
| Показник                                                   | Січ.               | Лют.               | Бер.               | Квіт.              | Трав.              | Черв.              | Лип.               | Серп.              | Вер.               | Жовт.              | Лист.              | Груд.              | Рік                |
| Абсолютний максимум, °C                                    | 8,3                | 4,4                | 8,3                | 16,7               | 25,6               | 30,0               | 30,6               | 29,4               | 23,3               | 15,6               | 6,7                | 5,0                | 30,6               |
| Середній максимум, °C                                      | −12,3              | −12,1              | −8,4               | −1,5               | 7,7                | 12,6               | 16,1               | 15,4               | 10,7               | 0,6                | −7,2               | −13,1              | 0,8                |
| Середня температура, °C                                    | −16,1              | −16,3              | −13,2              | −6,1               | 3,4                | 8,9                | 12,4               | 11,7               | 6,7                | −2,8               | −10,4              | −16,8              | −3,2               |
| Середній мінімум, °C                                       | −19,8              | −20,6              | −18,1              | −10,7              | −0,9               | 5,2                | 8,7                | 7,8                | 2,6                | −6,2               | −13,7              | −20,4              | −7,1               |
| Абсолютний мінімум, °C                                     | −44,4              | −45,6              | −45,6              | −35,6              | −23,9              | −3,9               | 0,0                | −2,2               | −14,4              | −28,9              | −43,9              | −46,7              | −46,7              |
| Норма опадів, мм                                           | 13                 | 11                 | 14                 | 11                 | 16                 | 27                 | 51                 | 83                 | 55                 | 22                 | 14                 | 12                 | 329                |
| ---------------------------------------------------------- | ------------------ | ------------------ | ------------------ | ------------------ | ------------------ | ------------------ | ------------------ | ------------------ | ------------------ | ------------------ | ------------------ | ------------------ | ------------------ |
| Джерело: http://www.wrcc.dri.edu/cgi-bin/cliMAIN.pl?ak9564 |                    |                    |                    |                    |                    |                    |                    |                    |                    |                    |                    |                    |                    |

## Демографія
Згідно з переписом 2010 року, у місті мешкало 688 осіб у 225 домогосподарствах у складі 172 родин. Густота населення становила 43 особи/км².  Було 268 помешкань (17/км²).
Расовий склад населення:
| - 77,3 % — корінних американців - 15,0 % — білих - 0,6 % — чорних або афроамериканців - 0,6 % — азіатів |

До двох чи більше рас належало 6,4 %. Частка іспаномовних становила 1,0 % від усіх жителів.
За віковим діапазоном населення розподілялося таким чином: 29,9 % — особи молодші 18 років, 60,7 % — особи у віці 18—64 років, 9,4 % — особи у віці 65 років та старші. Медіана віку мешканця становила 33,1 року. На 100 осіб жіночої статі у місті припадало 117,0 чоловіків;  на 100 жінок у віці від 18 років та старших — 111,4 чоловіків також старших 18 років.
Середній дохід на одне домашнє господарство  становив 77 577 доларів США (медіана — 68 015), а середній дохід на одну сім'ю — 84 492 долари (медіана — 72 750). Медіана доходів становила 53 750 доларів для чоловіків та 60 417 доларів для жінок. За межею бідності перебувало 14,9 % осіб, у тому числі 25,4 % дітей у віці до 18 років та 4,1 % осіб у віці 65 років та старших.
Цивільне працевлаштоване населення становило 306 осіб. Основні галузі зайнятості: освіта, охорона здоров'я та соціальна допомога — 28,8 %, публічна адміністрація — 13,1 %, транспорт — 11,8 %.

## Траснпорт
Місто обслуговує аеропорт Уналакліт.